# 聖伯多祿聖保祿聖殿主教座堂
聖伯多祿聖保祿聖殿主教座堂（英語：Cathedral Basilica of Saints Peter and Paul）是天主教費城總教區的主教座堂，位于费城18街和本杰明·富兰克林公园大道，洛根圓環东侧。它兴建于1846-1864年，由Napoleon LeBrun设计；穹顶和帕拉第奧式立面由John Notman和Rev. John T. Mahoney 设计于1850年以后。内部主要由 Constantino Brumidi装饰。
该堂是宾夕法尼亚州最大的天主教堂，1971年列入美國國家史蹟名錄。1979年，教宗若望保禄二世在此举行弥撒。

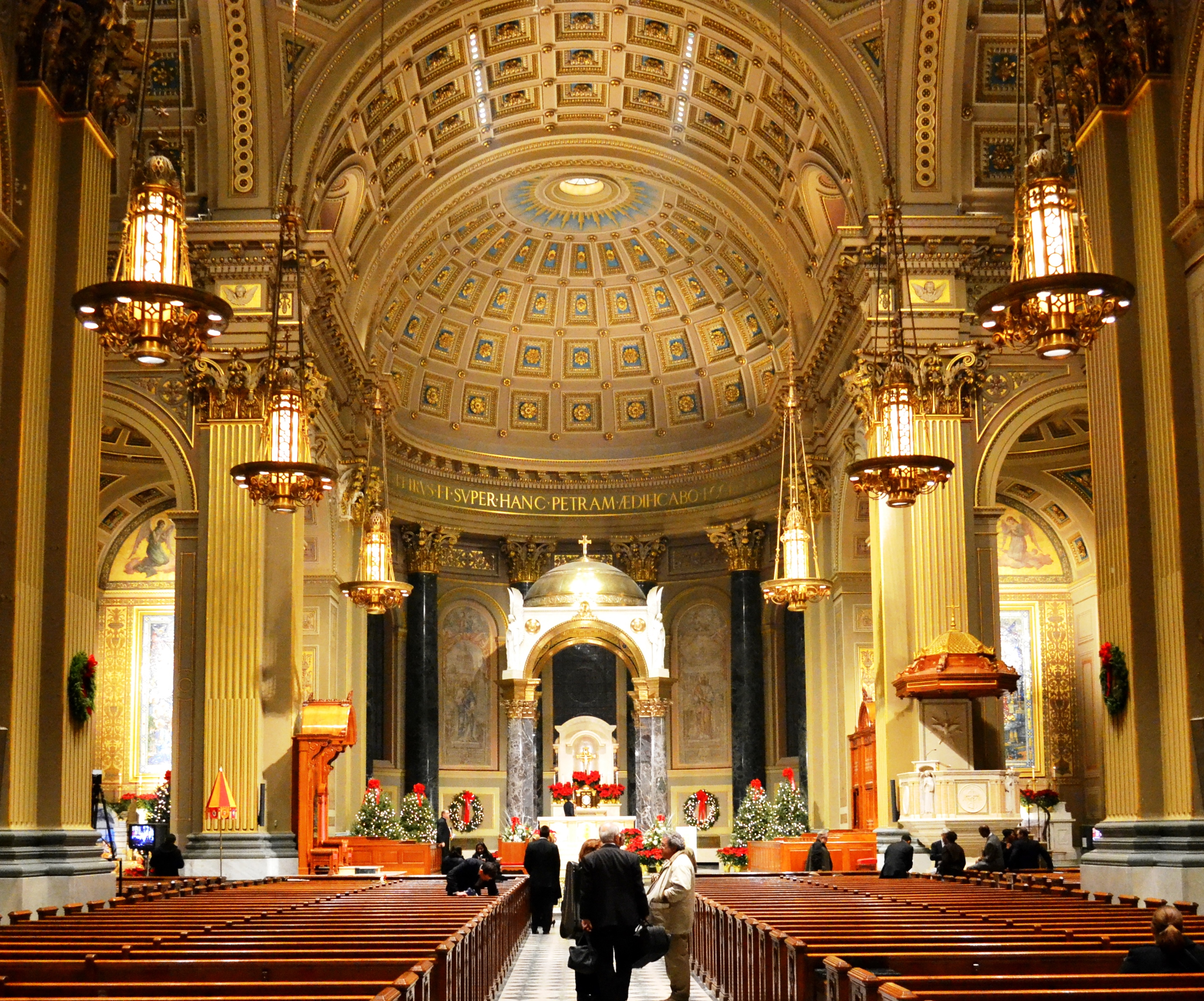
内部